# 고건
고건(髙建, 1938년 1월 2일~)은 대한민국의 고위정치인이다. 제30대·35대 국무총리이다. 본관은 제주(濟州)이다. 호는 우민(又民, 于民)이다.

## 학력
- 1956년 경기고등학교 졸업
- 1960년 서울대학교 정치학 학사
- 1971년 서울대학교 대학원 공학 석사

### 명예 박사 학위
- 1992년 원광대학교 법학 명예박사
- 2001년 시라큐스 대학교 법학 명예박사

## 생애

### 혈통과 학력
1938년 1월 2일, 일제강점기에 아버지 고형곤(高亨坤)과 어머니 장정자 사이에서 3남 2녀 중 3남으로 태어났다. 본관은 제주(濟州)이다. 아버지 고형곤은 학술원 회원을 역임한 철학자이자, 정치인으로 이승만 정권과 박정희 정권 당시 야당 정치인으로 활동하였다. 형제 고석윤은 행시와 사시에 모두 합격했고 이후 상공부 상역국장을 지내다 야당 정치인으로 활동하던 아버지가 검찰의 내사를 받자 공직을 사퇴한 후 로펌을 경영했다.경기고등학교를 졸업하고 서울대학교에서 정치학 학사 학위를 취득하였다. 1959년 서울대학교 총학생회장을 지냈으며, 졸업 후 서울대학교에서 공학 석사 학위를 취득하였다. 1961년 제13회 고등고시 행정과에 합격하였다.

### 공직자 활동
지방행정사무관에 임용된 뒤 1962년 내무부 수습사무관, 이후 여러 보직을 거쳐 1965년 내무부 행정과 기획계장, 1968년 서기관으로 승진, 전라북도청 식산국장과 내무국장을 거쳐, 1971년부터 1973년까지 내무부 지방국 지역개발담당관, 새마을담당관 등을 지냈다. 행정관리관으로 승진, 1973년 강원도 부지사, 내무부 지방국장, 1975년 전남지사를 거쳐 1979년 대통령 정무제2수석비서관, 정무수석비서관을 지냈다.1980년 국토개발연구원 고문에 선임되었으나, 1980년 5월 17일 신군부가 비상계엄 확대조치를 내리자 5.17을 군정으로 간주하고, 군정하에서 일하는 것이 부적절하다고 생각해 사표를 냈다.

### 정치 활동과 제30대 국무총리
1980년 9월 전두환 정권이 들어선 후 고건은 교통부 장관과 이듬해 농수산부 장관을 지내고, 미국으로 유학, 1983년 미국 하버드대학교 객원연구원으로 있다가 이듬해 1984년 미국 M.I.T. 국제문제연구소 객원교수로 임명되었으나 곧 귀국한다. 1985년 민주정의당 소속 국회의원으로 당선됐으며, 민정당 지방자치제특별위원회 위원장, 1987년 민주정의당 전북도 지부장, 내무부 장관을 지냈다.
내무부 장관에서 하야한 뒤 서울 종로에 사무실을 하나 열고 칩거하던 중 1988년 민정당 군산지구당 위원장, 민정당 전라북도 지부장에 임명되고, 1988년부터 1990년까지 관선 서울특별시장을 지내고 뒤이어 1991년부터 공동체의식개혁국민협의회 공동대표와 명지대학교 총장직에 있다가 1995년 한국그린크로스 공동의장, 1996년부터 1997년까지 환경운동연합 공동대표를 거쳐, 문민정부의 마지막 국무총리를 지냈다. 1998년 3월 3일 퇴임 다음날 대통령 취임일 각료제청권을 재청하고 물러나는 진기록을 세웠다. 이는 김종필 총리 서리가 인준되지 않았기 때문이었다. 그해 6월 새정치국민회의 공천으로 서울시장 선거에 당선되어 4년간 시정을 이끌었다. 1998년 4월 그는 명지대학교 석좌교수에 특별 임용되었다.

### 제35대  국무총리
고건 총리는 2001년 한국상하수도협회 초대회장, 2002년 국제투명성기구 대한민국지부 회장에 선출되었다.
2003년 다시 입각제의를 받고 입각, 고건 총리는 노무현 대통령의 참여정부 첫 국무총리로 임명되어 직무를 수행하던 중 2004년 3월 12일 대한민국 국회가 193대 2로 노무현 대통령 탄핵소추를 의결하여 노무현 대통령의 직무가 정지되면서 헌법에 의거하여 대통령의 권한을 대행했다.

#### 대통령 권한대행
고건 총리는 권한을 대행하게 되자 외신, 특히 미국계 외신은 특별한 기대를 보여왔다. 미국 AP통신은 12일(현지시간) 고 총리가 과거 군사정권과 김영삼, 김대중 정부에서도 활동했던 인물이라면서 보수와 진보 성향의 정권 모두로부터 신뢰를 받아왔다고 보도했다. 통신은 한국에서 국무총리는 통상 의전적인 역할만을 맡아왔지만 고총리가 정치적 격변기를 맞아 자신의 경력에서 가장 큰 고비에 직면했다면서 탄핵안을 주도한 야당조차도 "고총리가 있기 때문에 국정 운영이 안정적으로 이뤄질 것"이라고 강조하고 있다고 보도했다.
뉴욕타임스(NYT)는 고 총리가 지난 97~98년 외환위기 당시 총리를 지냈던 경험을 살려 헌법재판소가 탄핵심판 결정을 내리기까지 임시 수반으로서의 역할을 해낼 것이라면서 정치 분석가들은 고총리의 풍부한 행정 경험, 격동의 시기에 안정적인 스타일의 리더쉽을 발휘해온 점을 평가하고 있다 고 발표했다. 영국 BBC는 고 총리를 한국의 안정적인 리더(South Korea"s "steady" leader)라는 제하의 기사에서 비교적 자세히 논평을 실었다.
요지는 세 번의 장관, 두 번의 서울 시장에 이어 국무총리도 두 번째로 역임하는 등 요직을 두루 거치면서 정국을 안정시키고 원활히 돌아가도록 하는 역할을 잘 해 온 인물이었다는 것. BBC 역시 고 총리를 "미스터 안정(Mr.stability)" "행정의 달인(Master Administrator)"으로 지칭했다. BBC는 고 총리가 핵심 요직에 있을 때마다 나라를 뒤흔들 만한 대형 사건이 많았다면서 그가 특히 보수파들에게 어필하면서 노대통령을 잘 보좌해 왔다고 평가했다. BBC는 대미관계에 있어 비굴한 아부는 하지 않겠다며 대선 당시부터 마찰을 빚어왔던 노대통령과 달리 고 총리는 미국과의 관계를 유지하는 데 있어 신중한 태도를 보여 왔다는 점을 강조했다. 미국 언론의 관심 이후 외신들의 특별한 관심 속에 대통령 권한대행에 취임했다.
고건은 2개월 동안 이라크 파병문제나 경제문제, 특히 대한민국 제17대 국회의원 선거의 공정한 관리라는 역할을 무리 없이 수행했다는 평을 받는다. 노무현 대통령이 직무에 복귀한 후 자동으로 대통령의 권한대행을 종료하고 5월 24일 국무총리직에서 물러났다.

#### 노무현 대통령과 대립
노무현의 대통령 탄핵 기간 중 고건은 민심과 여의도 국회의 분노를 수습하는 등 무난한 수습 노력을 보였다는 평가가 있다. 그러나 대통령직에 복귀한 노무현은 그를 총리로 기용한 것은 인사실패라고 비판하여 설전을 벌였다.
2006년 12월 15일 광주 전남방문에서 그는 "정부가 할 일은 안 하고, 해서는 안 될 일을 하면서 남의 탓만 하고 있다"든가 "임기를 못 채울 수도 있다는 무책임한 충격 발언으로 국민을 불안하게 만들고 있다"며 대통령과 참여정부를 비판했다. 노무현은 12월 21일 민주평통 상임위원회
에서 고 전 총리 기용에 대해 "중간에 선 사람이 양쪽을 끌어 당기질 못하고 스스로 고립되는 그런 결과가 되기도 했다"며 " 하여튼 실패한 인사다. 결과적으로 실패해 버린 인사다"라고 말했다. 이어 "오히려 나와 정부에 참여한 사람들이 다 왕따가 됐다. 결과적으로 실패한 인사였다" 고 하여 노무현은 고건의 기용을 인사 실패라고 규정했다.
고건 총리 측에서는 '평가는 국민의 몫'이라고 즉각 반박했다. 고건의 한 측근은 그 날 "(그가) 사상 초유의 탄핵 사태를 맞아 대통령 권한대행 국무총리로서 위기를 원만하게 수습한 고 전총리에 대한 평가는 국민의 몫이다"라고 말했다. 인사실패 발언이 일파만파로 커지자 고건은 12월 22일 언론에 성명을 발표했다 22일 "노무현(盧武鉉) 대통령의 발언은 한마디로 자가당착이며 자기부정"이라며 자신의 총리 기용을 `인사 실패'로 규정한 노 대통령의 전날 발언을 정면 비판했다. 이어 그는 노무현 대통령 등의 고립에 대해 "따돌림 당한 것은 오만과 독선, 무능력탓"이라고 정면 반박했다.
고건 총리는 또 "노 대통령과 참여정부가 국민으로부터 따돌림을 당했다면 상생과 협력의 정치를 외면하고, 오만과 독선에 빠져 국정을 전단(專斷)한 당연한 결과"라며 반박했다.
덧붙여 "노 대통령이 스스로 인정하는 `고립'은 국민을 적과 아군으로 구분하는 편가르기, 민생문제도 챙기지 못한 무능력, `나누기 정치'로 일관한 정치력 부재의 자연스런 귀결"이라고 지적하기도 했다. "내가 총리직에서 물러난 뒤에는 여당이 원내 제1당이었음에도 국정운영은 난맥을 거듭했다"면서 노 대통령의 발언을 조목조목 반박했다. 그는 "내가 총리로 재직하는 동안은 집권당인 열린우리당 의석이 46석에 불과한 여소야대 정국이었다"며 "총리 주재로 4당 정책위의장과 원내대표가 참여하는 국정협의회를 정례화해 국가적 현안과제들을 정치권과 조율을 통해 원만히 해결해 나감으로써 큰 차질없이 국정을 운영한 바 있다"고 말했다.
고건 총리는 또 "참여정부 초대 총리직을 제의받았을 때 많이 망설였고, 또 고뇌했다"며 "그러나 안정속의 개혁을 추진해야 한다는 많은 사람들의 권유와 종용에 따라 이를 수락했다"며 억울함을 내비쳤다. 이어 그는 "헌정사상 초유의 대통령 탄핵 사태를 맞아 권한대행으로서 국민의 협조를 얻어 국가적 위기를 원만하게 수습한 데 대한 평가는 국민의 몫"이라며 "국가 최고지도자의 언행은 신중하고, 절제돼야 한다."고 반박했다. 비판 성명 발표 이후 '성명 내용이 강경하다.'는 한 언론의 질문에 대해 고건은“그런 것 아니다. 내가 늘 해오던 얘기 중에서 지금 상황에 맞는 말을 모은 것 뿐이다.”라고 응답했다. 일각에선 "고 전 총리가 노 대통령을 비롯한 참여정부와의 인연을 완전하게끊는 계기로 삼을 것 같다"는 분석도 제기되었었다. 이후 그의 한 측근은 "참여정부 초대 총리라는 타이틀이 오히려 부담이 되는 상황이었다"며 "노 대통령의 발언 때문에 이제 부담없이 `이혼도장`을 찍을 수 있게 됐다."고 밝혔다. 이후 그는 17대 대통령 선거의 유력한 대선주자와 대선 후보로 거론됐으며 대통합민주신당 영입설, 민주당 영입설, 한나라당 영입설 등이 나타났으나 2007년 1월 16일 언론에 대통령 불출마 선언을 발표했다.

### 국무총리 퇴임 이후
2009년 대통령 소속의 사회통합위원회가 공식 출범했는데, 고건 총리가 초대 위원장으로 위촉됐다.

## 서훈
- 1972년 홍조근정훈장
- 1982년 청조근정훈장
- 1998년 국제투명성기구(TI) 세계청렴인 상
- 2001년 3월 국제투명성기구(TI) 올해의 세계청렴인상
- 2002년 9월 몽골국 북극성훈장
- 2005년 암창 상(賞)

## 논문
- 1994년 지방자치에 대응하는 지방정부의 쇄신과제
- 1995년 지방화시대의 행정개혁 전략

## 평가
고건 총리는 행정의 달인, 유능한 관료, 물러설 때와 나설 때를 아는 현명한 관료라는 평가가 있다. '사실상 새마을운동을 기획한 주무책임자로서 농촌부흥운동을 진두지휘했다. 새마을운동 성공이 그를 최연소 도지사(전남·37)로 만든 것이다. 세계 5대 지하철 교통망 구축, 난지도 생태공원 조성, 서울 도시고속도로건설, 한옥마을 복원' 등이 업적으로 거론된다.
“청렴은 사명감 이전에 나의 생존법칙이다”고 고백했다. 그의 고백이 아니더라도 그의 청렴성은 브랜드화됐다. 그는 오랜 공직생활 속에서도 스캔들이나 부정부패에 단 한 번도 연루된 일이 없다. 그가 행정의 달인이 된 배경에도 청렴성이 자리잡고 있다.
그는 1990년 2월 초 한보 수서택지분양 때 도덕성과 자리를 바꿨다. 청와대 등으로부터 여러 차례 수서택지분양 수의계약 압력을 받았으나 끝내 이를 거부했다. 이 사건이 서울시장(관선) 자리에서 물러나는 직접적인 계기가 됐다는 게 고 전 총리의 설명이다. 당시 수서특혜분양수사 결과 많은 사람이 구속됐으나 서울시 공무원은 단 한 명도 연루되지 않았다. 이로써 ‘클린 서울’의 명성을 얻었다. 그의 청렴성은 국제적으로 공인받기도 했다. 국제투명성기구는 1998년 그에게 세계청렴인상을 주었다.

## 역대 선거 결과
|  | 49.71% |

|  | 35.54% |

|  | 53.46% |

## 소속 정당
| 소속 정당 | 소속 정당      | 소속 기간 | 비고           |
| --------- | -------------- | --------- | -------------- |
|           | 민주정의당     | 1981~1990 | 창당 정계 입문 |
|           | 민주자유당     | 1990~1994 | 합당           |
|           | 무소속         | 1994~1997 | 탈당           |
|           | 신한국당       | 1997      | 복당           |
|           | 한나라당       | 1997~1998 | 합당           |
|           | 무소속         | 1998      | 탈당           |
|           | 새정치국민회의 | 1998~2000 | 입당           |
|           | 새천년민주당   | 2000~2002 | 합당           |
|           | 무소속         | 2002~현재 | 탈당 정계 은퇴 |

## 가족 관계
- 할아버지: 고병소
- 할머니: 조씨
  - 큰아버지, 작은아버지, 고모
  - 아버지: 고형곤 (1906년 4월 16일 ~ 2004년 6월 25일)
  - 어머니: 장정자 (1914년 ~ 2001년 5월 14일)
    - 큰형: 고석윤
    - 작은형: 고경 (1936년 ~ 요절)
    - 큰여동생: 고혜경
    - 작은여동생: 고혜련
    - 배우자: 조현숙 (趙賢淑, 1938년 ~ 2021년 9월 29일)
      - 장남: 고진 (1961년 10월 11일 ~ )
      - 차남: 고휘 (1962년 ~ )
      - 삼남: 고위 (1968년 ~ )

## 같이 보기
- 박정희
- 최규하
- 전두환
- 노태우
- 김영삼
- 김대중
- 노무현
- 이명박
- 군산시·옥구군
- 군산시의 국회의원
- 옥구군의 국회의원
- 강원특별자치도 부지사
- 전라남도지사
- 서울특별시장
- 대한민국의 국무총리
- 대한민국의 국토교통부 장관
- 대한민국의 농림축산식품부 장관
- 대한민국의 행정안전부 장관
- 대한민국의 대통령비서실 수석비서관
- 대한민국의 대통령 권한대행